# Ultimate (Bryan Adams)
| Recensione      | Giudizio |
| --------------- | -------- |
| Classic Rock    | [ 2 ]    |
| Cryptic Rock    | [ 3 ]    |
| Stereoboard.com | [ 4 ]    |

Ultimate è una best of-compilation  del musicista e artista canadese Bryan Adams, pubblicato nel 2017. L'album contiene brani che ha registrato a partire dal 1983 e due brani inediti: Ultimate Love e Please Stay.

## Concezione
A ridosso dell'uscita dell'album, Bryan Adams ha rilasciato un comunicato :
(Bryan Adams)

## Tracce
1. Go Down Rockin' – 2:57 (Bryan Adams, Jim Vallance)
2. Can't Stop This Thing We Started – 3:15 (Adams, Robert John "Mutt" Lange)
3. Run to You – 3:53 (Adams, Vallance)
4. Ultimate Love – 3:32 (Adams, Vallance)
5. Heaven – 4:04 (Adams, Vallance)
6. It's Only Love – 3:17 (Adams, Vallance)
7. Here I Am – 3:34 (Adams, Hans Zimmer, Gretchen Peters)
8. When You're Gone – 3:26 (Adams, Eliot Kennedy)
9. Cloud Number Nine – 4:13 (Adams, Max Martin, Peters)
10. (Everything I Do) I Do It for You – 4:10 (Adams, Lange, Michael Kamen)
11. You Belong to Me – 2:30 (Adams, Vallance)
12. Summer of '69 – 3:37 (Adams, Vallance)
13. Have You Ever Really Loved a Woman? – 4:53 (Adams, Lange, Kamen)
14. Somebody – 4:43 (Adams, Vallance)
15. Please Forgive Me – 4:32 (Adams, Lange)
16. Cuts Like a Knife – 4:07 (Adams, Vallance)
17. The Only Thing That Looks Good on Me Is You – 3:31 (Adams, Lange)
18. All for Love – 4:43 (Adams, Lange, Kamen)
19. Back to You – 4:42 (Adams, Kennedy)
20. Please Stay – 2:36 (Adams, Vallance)
21. 18 Til I Die – 3:29 (Adams, Lange)

## Classifiche

### Classifiche settimanali
| Classifica (2017/2018)  | Posizione massima |
| ----------------------- | ----------------- |
| Australia               | 82                |
| Belgio (Fiandre)        | 48                |
| Belgio (Vallonia)       | 171               |
| Canada                  | 83                |
| Croazia                 | 9                 |
| Irlanda                 | 31                |
| Nuova Zelanda           | 21                |
| Paesi Bassi             | 129               |
| Polonia                 | 3                 |
| Portogallo              | 25                |
| Regno Unito             | 15                |
| Regno Unito (downloads) | 9                 |
| Repubblica Ceca         | 27                |
| Scozia                  | 9                 |
| Spagna                  | 70                |
| Svizzera                | 52                |
| Classifica (2025)       | Posizione         |
| Grecia                  | 42                |

## Cronologia della pubblicazione
| Paese  | Data              | Etichetta       | Formati                       |
| ------ | ----------------- | --------------- | ----------------------------- |
| Italia | 29 settembre 2017 | Polydor Records |                               |
| Mondo  | 3 novembre 2017   | Polydor Records | CD, Vinile, download digitale |